# Доктор Восьминіг
Доктор Октопус (англ. Doctor Octopus, дос. «Доктор Восьминіг»), справжнє ім'я — Отто Ґ'юнтер Октавіус (англ. Dr. Otto Gunther Octavius), також відомий як Док Ок (англ. Doc Ock) — персонаж, суперлиходій з коміксів американського видавництва Marvel Comics. Вперше згаданий в The Amazing Spider-Man № 3 (липень 1963). Придуманий письменником Стеном Лі та художником Стівом Дитко. Він — високоінтелектуальний злий вчений, заклятий ворог Людини-павука і один з найрозумніших персонажів всесвіту Marvel. Одержимий метою довести свою геніальність і вбити Людину-Павука. На його спині розташовуються 4 потужних механічних щупальця. Стен Лі сказав, що Доктор Октопус — один з його улюблених лиходіїв.

## Геній і лиходійство
Цей лиходій є визнаним генієм у галузі атомної фізики, інженерної справи. Він — блискучий винахідник, природжений лідер, чудовий стратег. Октопус міг би досягти блискучого становища й стати світилом світової науки, якби застосував свої здібності в цьому напрямку. Однак він вважав за краще стати злочинцем.

## Диво-щупальці
Своє незвичайне прізвисько цей злий геній одержав після нещасного випадку, що стався з ним під час чергового експерименту. Випромінювання, до зони дії якого потрапив Октопус, сплавило його і його винахід — титанові електромеханічні щупальці — докупи (як фізично, так і подумки). Щупальці Доктора Октопуса можуть піднімати кілька тонн вантажу, якщо він сам при цьому хоча б однією рукою на щось спирається, а швидкість їхньої реакції й рухів набагато перевершує людську. Щупальця є грізною зброєю, а також допомагають своєму власникові швидко пересуватися по будь-якій місцевості й навіть підніматися вертикальними площинами.
Портупеї, винайдені Доктором Октопусом, дозволяють йому ходити по стінах, робити невеликі стрибки, можуть використовуватися як зброя, як щит, для захоплення об'єктів. Вони неодноразово виручали лиходія в складних ситуаціях. Тому супротивники завжди намагалися позбавити його цих практично незамінних «помічників». За свою «кар'єру» злочинця Доктор Октопус використовував три види портупеї: оригінальна з титану, могутніша адамантієва та звичайна (із щупальцями) зі сплаву титану та сталевого ніобію.

## Стережися, всесвіте!..
Нарешті, героям удалося позбавити Доктора Октопуса його ременя безпеки (це пристосування видалили хірургічним шляхом). Однак винахідник, як виявилося, може керувати ним подумки на великій відстані… Відтак мешканцям Всесвіту Марвел не вдасться розслабитися й зітхнути з полегшенням: Доктор Октопус явно скоро нагадає про себе.

## Інші версії
Кетрін Ган озвучує жіночу версію Доктора Октопуса в анімаційному повнометражному фільмі 2018 року «Людина-павук: Навколо всесвіту». Докторка Олівія «Лів» Октавіус (англ. Dr. Olivia "Liv" Octavius) — головна науковиця Alchemax і права рука Кінґпіна, яка має велику зачіску вулика, окуляри з восьмикутними лінзами та пневматичні щупальця з кігтями. За наказом Кінґпіна вона будує суперколайдер для доступу до паралельних усесвітів. Незважаючи на те, що початкові випробування майже знищили Нью-Йорк і принесли в їх усесвіт кілька версій Людини-павука альтернативної реальности, Кінґпін наказує Лів продовжити роботу над коллайдером. Пізніше вона стикається з Майлзом Моралесом і альтернативним Пітером Паркером, коли вони проникають в Alchemax, але не вдається їх зловити. Після протистояння людям-павукам у будинку Мей Паркер разом із Кінґпіном та іншими його поплічниками та не зумівши їх зупинити вдруге, Лів намагається зупинити героїв у коллайдері, але її збиває вантажівка, коли машина з’являється з ладу й поєднує свій усесвіт з аспектами інших.